# مارکو توراتی
مارکو توراتی (انگلیسی: Marco Turati؛ زادهٔ ۱۵ مهٔ ۱۹۸۲) بازیکن فوتبال اهل ایتالیا است.
از باشگاه‌هایی که در آن بازی کرده‌است می‌توان به باشگاه فوتبال آنکونا، باشگاه فوتبال مودنا، باشگاه فوتبال چزنا، و باشگاه فوتبال هلاس ورونا اشاره کرد.